# 本直し
本直し（ほんなおし）は、みりんに焼酎を加えたもの。直しとも。江戸時代の風俗をまとめた『守貞漫稿』によると、みりんと焼酎をほぼ半々に混ぜたものを上方では「柳蔭（やなぎかげ）」、江戸では「本直し」と呼び、冷用酒として飲まれていた。
「飲みにくい酒を手直しする」という意味で「直し」という呼称が発生した。江戸時代には焼酎の亜種としてよく飲まれていたが、現在ではあまり一般的ではない。かつては夏の暑気払いとして、井戸で冷やして楽しまれ、高級品として扱われていたことが、上方落語の「青菜」に窺える。また屠蘇のベースとして用いられた。
法的には「飲用みりん」と言われる。かつては酒税法上、「本みりん」とは区別され、飲用みりんは本みりんより課税額が安かったが、のちに一本化された。
1990年代にWTOの勧告により、ウィスキーの酒税が下がる一方で焼酎の酒税は上昇したが、料理酒と同一視された本直しは看過され、相対的に低い税率に抑えられた。そこで一部の焼酎・みりん製造業者は、発泡酒同様の「節税焼酎」として本直しに着目、1990年代末期には飲用酒としての販売量が急激に増加した。
しかし大蔵省（現・財務省）はこれを見逃さず、2000年の酒税改正において、焼酎を多く加えた飲用みりん（アルコール分23度以上、またはエキス分8度未満）については焼酎と同じ税率となり、本直しへの需要は急激に廃れた。現在の本直しは、比較的限られた業者が製造・販売している。